# ドハーニ街シナゴーグ
ドハーニ街シナゴーグ（ドハーニがいシナゴーグ、ハンガリー語: Dohány utcai Zsinagóga, Tabakgasse Synagoge）は、ブダペシュトのペシュト中央部・第7区（エルジェーベト街、Erzsébetváros）の南端に位置するシナゴーグである。

## 解説
シナゴーグのあるドハーニ街はユダヤ教徒街で、ルンバッハ・シェベシチェーン通り、カジンツィ通り（ラビ学院がある）、クラウザール広場（Klauzál tér）、ヴァシュヴァーリ・パール通りなどと北方へ行けば、目立たないがシナゴーグやコーシェル・レストランがあり、ハシディズムの衣装を着たユダヤ教徒とも会える。ドハーニ（＝タバコ）通り（Dohány utca, Tabakgasse）に聳えるためこの名で呼ばれる。
ヨーロッパで最も大きく、また世界ではエルサレムとニューヨークに次いで3番目に大きいシナゴーグである。ビザンティン・ムーア様式。玉葱型の2本の塔（ドーム）が特徴的である。
1854年から1859年にかけ、ユダヤ系オーストリア人（アシュケナジム）フェルステル・ラヨシュ（ルートヴィヒ・フェルスター）とおなじくユダヤ系ハンガリー人フェスル・フリジェシュの手で建てられた。フェルスターはウィーンのシナゴーグの設計でも知られ、またフェスルはペーチ・シナゴーグ（Pécsi zsinagóga）なども設計している。
内部には男性1492席、女性1472席の2964の座席があり、改革派であるため巨大なオルガンと、ドハーニ街シナゴーグ合唱団（Chorus of Dohany Street Synagogue）がある。フランツ・リストやカミーユ・サン＝サーンスが度々オルガンの演奏をした記録がある。現在もキリスト教徒（ロマ・オーケストラやオルガン奏者ヴァルヌシュ・クサヴェール（Varnus Xavér）など）によるコンサートが頻繁に行われる。
また、改革派であるため、男女を隔てるもの（メヒツァーなど）も一切無い。
中庭には、1991年に、ハンガリーの彫刻家のヴァルガ・イムレが作った、ホロコースト記念碑がある。

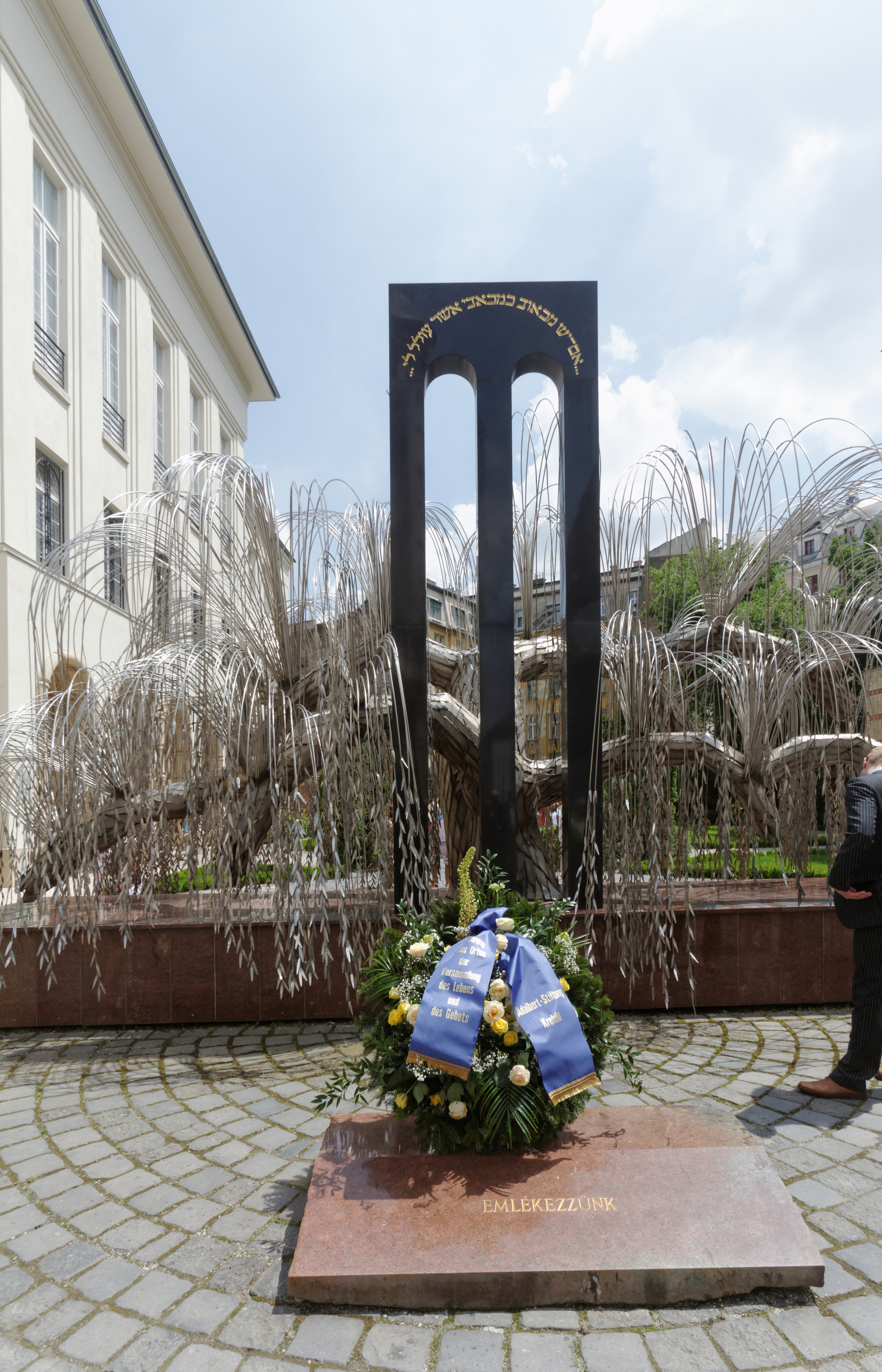
Synagoge Budapest 2013

金属製の柳の木のようなモニュメントで、ホロコーストの大虐殺で死亡した人の名前が「葉」に刻み込まれている。
シナゴーグの内部にはハンガリー・ユダヤ博物館（Magyar Zsidó Múzeum, Országos zsidó vallási és történeti gyűjtemény）があり、ブダペストのローマ時代からのユダヤ教徒の生活・歴史・芸術・宗教に関する展示がある。
最上階は前衛・現代アート美術館となっている。
ヴェッシェレーニ通り（Wesselényi utca）にドハーニ通りが合流する地点にあり、更にヴェッシェレーニ通りがカーロイ環状通り（Károlyi körút）に合流する三叉路（四叉路）地点にあるので、位置的にも非常に目立つ。
近くにはヘルツル・ティヴァダル公園がある。

## ディスコグラフィー
- 『ブダペスト・シナゴーグの聖歌』（フンガロトン Hungaroton）

## 連絡先
- Zsidó Múzeum
  - Dohány utca 2, Tel.:375-9011